# 沖縄大好き検定
沖縄大好き検定（おきなわだいすきけんてい）とは、沖縄大好き検定運営委員会が主催していたご当地検定である。2008年に第一回試験を行ったが、2009年の第二回試験を最後に終了した。「沖縄で初のご当地検定」をうたっていたが、実際は沖縄歴史検定が2005年から実施されており、これは誤りであった。